# جان کوستکی
جان کوستکی (انگلیسی: John Kostecki؛ زادهٔ june ۷, ۱۹۶۴ (۶۰ سال)) ورزشکار اهل ایالات متحده آمریکا است.
وی در مسابقات کشوری و بین‌المللی در مجموع برندهٔ ۱ مدال نقره شده‌است.